# Ризвићи (Фојница)
Ризвићи је насељено место у Босни и Херцеговини у општини Фојница. Административно припада Федерацији Босне и Херцеговине, односно њеном Средњобосанском кантону. Према попису становништва из 2013. у насељу је било 84 становника, а већинску популацију чинили су Бошњаци.

## Становништво
По последњем службеном попису становништва из 2013. године у овом насељу живело је 84 становника, а село је било етнички хомогено са већинском бошњачком популацијом.
| Националност | 2013. | 1991.        | 1981.        | 1971.        |
| Бошњаци      | —     | 203 (99,51%) | 181 (98,73%) | 149 (100,0%) |
| Црногорци    | —     | 0            | 1 (0,54%)    | 0            |
| Југословени  | —     | 0            | 2 (1,09%)    | 0            |
| остали       | —     | 1 (0,49%)    | 0            | 0            |
| Укупно       | 84    | 204          | 184          | 149          |